# Редковиці
Редковиці (пол. Redkowice, нім. Rettkewitz) — село в Польщі, у гміні Нова Весь-Лемборська Лемборського повіту Поморського воєводства.
Населення — 310 осіб (2011).
У 1975-1998 роках село належало до Слупського воєводства.

## Демографія
Демографічна структура станом на 31 березня 2011 року:
|          | Загалом | Допрацездатний вік | Працездатний вік | Постпрацездатний вік |
| -------- | ------- | ------------------ | ---------------- | -------------------- |
| Чоловіки | 154     | 29                 | 112              | 13                   |
| Жінки    | 156     | 28                 | 102              | 26                   |
| Разом    | 310     | 57                 | 214              | 39                   |